# International R series
International R series — модельный ряд грузовиков, выпускаемых компанией International Harvester. Представленный в 1953 году в качестве замены серии International L, модельный ряд ознаменовал собой введение эмблемы IH «трактор» на решетке радиатора на дорожных транспортных средствах International. Разделяя кабину со своим предшественником, серия R ознаменовала появление полноприводных автомобилей и более широкое использование дизельных двигателей.